# Marquina (Quillacollo)
Marquina war eine selbständige Ortschaft im Departamento Cochabamba im südamerikanischen Anden-Staat Bolivien. 

## Lage im Nahraum
Marquina war eine Ortschaft in der Provinz Quillacollo, deren Ortsfläche zu etwa gleichen Teilen in den beiden Landkreisen (bolivianisch: Municipio) Quillacollo und Vinto lag. Marquina liegt auf einer Höhe von 2711 m am rechten westlichen Ufer des Río Liriuni, der von den Hängen der Kordillere von Cochabamba in den Talkessel von Cochabamba fließt. Mit Wirkung der Volkszählung von 2012 ist Marquina nicht mehr als eigenständige Ortschaft notiert, sondern jetzt zusammen mit dem südlich gelegenen Ironcollo ein Ortsteil der Stadt Quillacollo.

## Geographie
Marquina liegt im Übergangsbereich zwischen der Anden-Gebirgskette der Cordillera Central und dem bolivianischen Tiefland.
Die mittlere Durchschnittstemperatur der Region liegt bei etwa 18 °C (siehe Klimadiagramm Cochabamba) und schwankt nur unwesentlich zwischen 14 °C im Juni/Juli und 20 °C im Oktober/November. Der Jahresniederschlag beträgt nur rund 450 mm, bei einer ausgeprägten Trockenzeit von Mai bis September mit Monatsniederschlägen unter 10 mm, und einer Feuchtezeit von Dezember bis Februar mit 90 bis 120 mm Monatsniederschlag.

## Verkehrsnetz
Marquina liegt in einer Entfernung von zwanzig Straßenkilometern nordwestlich von Cochabamba, der Hauptstadt des Departamentos, und sieben Kilometer nördlich von Quillacollo, dem Verwaltungssitz der Provinz.
Durch Cochabamba und Quillacollo führt die 1.657 Kilometer lange Fernstraße Ruta 4, die ganz im Westen an der chilenischen Grenze bei Tambo Quemado beginnt. Sie führt quer durch das ganze Land über Quillacollo, Cochabamba und Villa Tunari nach Santa Cruz und endet im südöstlichen Teil des Landes an der Grenze zu Brasilien bei der Stadt Puerto Quijarro. 

## Bevölkerung
Die Einwohnerzahl der Ortschaft ist den 1990er Jahren auf ein Mehrfaches angestiegen:
| Jahr | Einwohner | Quelle       |
| ---- | --------- | ------------ |
| 1992 | 307       | Volkszählung |
| 2001 | 1 597     | Volkszählung |

Die Region weist einen hohen Anteil an Quechua-Bevölkerung auf. Im Municipio Quillacollo sprechen – trotz der großstädtischen Überformung – immer noch 55,8 % der Bevölkerung die Quechua-Sprache.